# Hanna Yablonska
Hanna Hryhorivna Mashutina (en ucraniano, Га́нна Григо́рівна Машу́тіна, Odessa, 20 de julio de 1981 - Moscú, 24 de enero de 2011), conocida bajo sus pseudónimos Anna Yablonskaya ( en ruso, А́нна Ябло́нская) o Hanna Yablonska (en ucraniano, Га́нна Ябло́нська), fue una dramaturga y poeta ucraniana, y una de las víctimas del atentado del Aeropuerto de Moscú-Domodédovo de 2011.

## Biografía
Yablonska nació en Odessa, URSS de Ucrania (ahora Ucrania). Bajo el pseudónimo Anna Yablonskaya (en ruso, Анна Яблонская) publicó más de una docena de guiones de teatro en ruso. Muchas de ellas se pusieron en escena en lugares de Rusia, en particular, en San Petersburgo. Desde 2004 Yablonska recibió diferentes premios en diferentes certámenes literarios y dramáticos en Rusia (Moscú, Yekaterinburgo) y Bielorrusia (Minsk). También escribió una serie de poemas líricos.
El 24 de enero de 2011, Yablonska llegó al aeropuerto internacional de Domodedovo a Moscú en un vuelo desde Odessa, Ucrania, para asistir a la ceremonia de presentación como uno de los ganadores 2010 del premio otorgado por la revista Cinema Art. Posteriormente fue asesinada por un suicida o un artefacto explosivo improvisado detonado a la zona internacional de recogida de equipajes.